# Хромой барин (фильм)
«Хромой барин» — советский художественный немой чёрно-белый фильм, снятый в 1928 году режиссёром Константином Эггертом по мотивам одноимённой повести А. Н. Толстого.
Премьера состоялась 5 февраля 1929 года. Фильм сохранился частично .

## Сюжет
По мотивам одноимённой повести А. Н. Толстого.
Князь Краснопольский соблазняет крестьянскую девушку Сашу. Вскоре барин увлекается дочерью помещика Волкова и оставляет Сашу. Девушка в отчаянии бросается в реку.
Счастье, построенное на гибели девушки, оказывается непрочным. В конце концов князь погибает от руки сестры Саши.

## В ролях
- Константин Эггерт — князь Краснопольский
- Вера Малиновская — Катенька
- Михаил Климов — Волков, помещик
- Ольга Ленская — Саша
- Л. Черкес — Мордвинская, генеральша
- Владимир Владиславский — приживал
- Елена Максимова — Анчутка, сестра Саши
- Даниил Введенский — приказчик
- Лев Фенин — Ваня Образцов, помещик
- Николай Александров — Бубенчиков, помещик
- Борис Горин-Горяинов — муж Мордвинской
- Георгий Милляр — царский чиновник, начальник учебного заведения
- Фёдор Трубецкой— братья Ртищевы
- Георгий Ковров — роль не указана
- Константин Зубов — роль не указана

## Съёмочная группа
- Сценарий: Георгий Гребнер
- Режиссёр: Константин Эггерт
- Оператор: Луи Форестье
- Художник: Владимир Егоров
- Фотограф: Марк Магидсон
- Асс. режиссёра: Давид Морской, Л. Бронштейн, С. Игнатенко
- Гримёр: Н. Печенцов
- Костюмер: Н. Воробьёв
- Перемонтаж: И. Александрова

## Критика
Фильм был прорецензирован в начале 1929 года в газетах «Комсомольская правда» (12 февраля), «Кино» (26 февраля), «Известия» (6 марта). Считалось, что «картина в искажённом свете представляла смысл и содержание произведения А. Н. Толстого».
Лев Шатов («Кино», 26 февраля 1929 г.) считал, что фильм «откровенно рассчитан услаждение примитивных тайных пороков нашего обывателя». Однако впоследствии киновед Лев Фуриков возражал на такую резкую рецензию, так как в ней «не приводится ни единого доказательства в подкреплении пустых деклараций».
Кинокритик Борис Алперс в журнале «Молодая гвардия» (1929) так оценил фильм: «За последние годы в советском кино не было фильма, так откровенно продолжающего традицию ханжонковской „мещанской“ драмы…». Он считал, что фильм соответствует «требованиям мещанской аудитории», что «автор фильма с увлечением рисует „красивые“ детали великосветского быта», а образ «героя, пьяницы и развратника, окружается романтическим ореолом».
Б. Алперс увидел в фильме достоинства: «ясный и понятный сюжет, логически развивающийся от начала до конца», «спокойный и чёткий» монтаж кадров, «восприятие картины идёт по одному руслу», фильм построен на актёре.
Б. Алперс так оценил исполнение главной роли: «Игра Эггерта в „Хромом барине“ во многом трафаретна, но всё же артист создаёт цельный образ, заставляя аудиторию с интересом следить за судьбой своего героя».